# Frédéric Brunet
Frédéric Brunet, född 21 augusti 2003, är en kanadensisk professionell ishockeyback som är kontrakterad till Boston Bruins i National Hockey League (NHL) och spelar för Providence Bruins i American Hockey League (AHL).
Han har tidigare spelat för Océanic de Rimouski och Tigres de Victoriaville i Ligue de hockey junior majeur du Québec (LHJMQ).
Brunet draftades av Boston Bruins i femte rundan i 2022 års draft som 132:a spelare totalt.

## Statistik
| 2016–2017    | Intrépide de Gatineau bantam AAA   |              | 27  | 0  | 5  | 5   | 23 | —  | — | — | — | —  |
| 2017–2018    | École polyvalente Nicolas-Gatineau |              | 30  | 4  | 16 | 20  | —  | —  | — | — | — | —  |
|              | Intrépide de Gatineau bantam AAA   |              | 4   | 0  | 0  | 0   | 2  | —  | — | — | — | —  |
| 2018–2019    | Intrépide de Gatineau espoir       | LHEQ         | 30  | 2  | 14 | 16  | 6  | —  | — | — | — | —  |
|              | L'Intrépide de Gatineau            | LHMAAAQ      | 3   | 0  | 1  | 1   | 0  | —  | — | — | — | —  |
| 2019–2020    | L'Intrépide de Gatineau            | LHMAAAQ      | 40  | 6  | 18 | 24  | 28 | 3  | 2 | 1 | 3 | 2  |
|              | Océanic de Rimouski                | LHMJQ        | 1   | 0  | 0  | 0   | 0  | —  | — | — | — | —  |
| 2020–2021    | Océanic de Rimouski                | LHMJQ        | 33  | 1  | 8  | 9   | 16 | 8  | 0 | 3 | 3 | 0  |
| 2021–2022    | Océanic de Rimouski                | LHMJQ        | 63  | 12 | 34 | 46  | 16 | 9  | 0 | 3 | 3 | 4  |
| 2022–2023    | Océanic de Rimouski                | LHMJQ        | 36  | 6  | 29 | 35  | 14 | —  | — | — | — | —  |
|              | Tigres de Victoriaville            | LHMJQ        | 30  | 10 | 28 | 38  | 14 | 5  | 0 | 3 | 3 | 8  |
|              | Providence Bruins                  | AHL          | 1   | 0  | 2  | 2   | 0  | —  | — | — | — | —  |
| 2023–2024    | Providence Bruins                  | AHL          | 48  | 2  | 10 | 12  | 21 | 4  | 0 | 0 | 0 | 0  |
| 2024–2025    | Boston Bruins                      | NHL          | 1   | 0  | 0  | 0   | 0  | —  | — | — | — | —  |
|              | Providence Bruins                  | AHL          | 68  | 5  | 19 | 24  | 29 | —  | — | — | — | —  |
| NHL totalt   | NHL totalt                         | NHL totalt   | 1   | 0  | 0  | 0   | 0  | —  | — | — | — | —  |
| AHL totalt   | AHL totalt                         | AHL totalt   | 117 | 7  | 31 | 38  | 50 | 4  | 0 | 0 | 0 | 0  |
| LHJMQ totalt | LHJMQ totalt                       | LHJMQ totalt | 163 | 29 | 99 | 128 | 60 | 22 | 0 | 9 | 9 | 12 |